# Ding Xinyi
Ding Xinyi (chinesisch 丁欣怡, Pinyin Dīng Xīnyí; * 27. August 2004 in Chongqing) ist eine chinesische Rhythmische Sportgymnastin.

## Karriere
Ding begann 2010 mit rhythmischer Sportgymnastik und wurde später Teil der chinesischen Nationalgruppe.
Bei den Asienmeisterschaften 2023 gewann sie gemeinsam mit ihrer Gruppe Gold im Mehrkampf, in der Übung mit fünf Reifen sowie in der Übung mit drei Bändern und zwei Bällen. In der Mannschaftswertung kam zudem Bronze hinzu. Bei den darauffolgenden Weltmeisterschaften sicherte sie sich mit der chinesischen Gruppe Gold mit fünf Reifen sowie Silber im Mehrkampf und in der Übung mit drei Bändern und zwei Bällen.
Bei den Olympischen Spielen in Paris 2024 wurde sie gemeinsam mit der Gruppe Olympiasiegerin im Mehrkampf.